# Hipoventilació
La hipoventilació (també coneguda com a depressió respiratòria) es produeix quan la respiració pulmonar és inadequada (hipo que significa "a sota") per realitzar intercanvi gasós respiratori. Per definició provoca un augment de la concentració de diòxid de carboni (hipercàpnia) i acidosi respiratòria. La hipoventilació no és sinònim d'aturada respiratòria, en què la respiració s'atura completament i la mort es produeix en qüestió de minuts a causa de la hipòxia i condueix ràpidament a l'anòxia, tot i que totes dues són urgències mèdiques. La hipoventilació es pot considerar un precursor de la hipòxia i la seva letalitat s'atribueix a la hipòxia amb la toxicitat per diòxid de carboni.

## Causes
La hipoventilació pot ser causada per:
- Una afecció mèdica com l'ictus que afecti el tronc cerebral
- Retenció de la respiració voluntària o respiració baixa, per exemple, entrenament en hipoventilació[2] o el mètode Buteyko.
- Medicaments o drogues, normalment quan es prenen en sobredosi accidental o intencionada. Els opioides i les benzodiazepines en particular són coneguts per causar depressió respiratòria. Alguns exemples d'opioides inclouen productes farmacèutics com oxicodona i hidromorfona i exemples de benzodiazepines inclouen lorazepam i alprazolam.
- Hipocàpnia, que estimula la hipoventilació
- Obesitat; vegeu síndrome d'hipoventilació per obesitat
- Mal crònic de muntanya, un mecanisme per conservar l'energia.[3]